# Grand Prix Sezon 1927
Sezon Grand Prix 1927 – kolejny sezon z cyklu Wyścigów Grand Prix, a także trzeci sezon Mistrzostw Świata Konstruktorów AIACR. Tytuł mistrzowski zdobył francuski Delage.

## Podsumowanie Sezonu

### Eliminacje Mistrzostw Świata Konstruktorów
| Data           | Grand Prix                         | Tor          | Zwycięzca (kierowcy) | Zwycięzca (konstruktorzy) | Wyniki |
| -------------- | ---------------------------------- | ------------ | -------------------- | ------------------------- | ------ |
| 30 maja        | Indianapolis 500                   | Indianapolis | George Souders       | Duesenberg                | Wyniki |
| 3 lipca        | Grand Prix Francji                 | Montlhéry    | Robert Benoist       | Delage                    | Wyniki |
| 31 lipca       | Grand Prix Hiszpanii               | Lasarte      | Robert Benoist       | Delage                    | Wyniki |
| 4 września     | Grand Prix Włoch/Grand Prix Europy | Monza        | Robert Benoist       | Delage                    | Wyniki |
| 1 października | Grand Prix Wielkiej Brytanii       | Brooklands   | Robert Benoist       | Delage                    | Wyniki |

### Pozostałe Grand Prix
| Data            | Grand Prix                    | Tor           | Zwycięzca (kierowcy) | Zwycięzca (konstruktorzy) | Wyniki |
| --------------- | ----------------------------- | ------------- | -------------------- | ------------------------- | ------ |
| 6 marca         | Grand Prix Trypolisu          | Trypolis      | Emilio Materassi     | Bugatti                   | Wyniki |
| 13 marca        | Opening Grand Prix            | Montlhéry     | Robert Benoist       | Delage                    | Wyniki |
| 20 marca        | Pozzo Circuit                 | Pozzo         | Gaspare Bona         | Bugatti                   | Wyniki |
| 27 marca        | Grand Prix Prowansji          | Miramas       | Louis Chiron         | Bugatti                   | Wyniki |
| kwietnia        | Targa Florio                  | Madonie       | Emilio Materassi     | Bugatti                   | Wyniki |
| 8 maja          | Messina Cup                   | Mesyna        | Antonio Caliri       | Bugatti                   | Wyniki |
| 8 maja          | Alessandria Circuit           | Alessandria   | Gaspare Bona         | Bugatti                   | Wyniki |
| 15 maja         | Savio Circuit                 | Rawenna       | Gaspare Bona         | Bugatti                   | Wyniki |
| 27 maja         | Grand Prix Burgundii          | Dijon         | Raymond Leroy        | Bugatti                   | Wyniki |
| 29 maja         | Perugia Cup                   | Perugia       | Emilio Materassi     | Itala                     | Wyniki |
| 12 czerwca      | Grand Prix Rzymu              | Parioli       | Tazio Nuvolari       | Bugatti                   | Wyniki |
| 12 czerwca      | Grand Prix Picardy            | Péronne       | Philippe Auber       | Bugatti                   | Wyniki |
| 12 czerwca      | Thuin Circuit                 | Thuin         | Joseph Reynartz      | Bugatti                   | Wyniki |
| 19 czerwca      | Eifelrennen                   | Nürburgring   | Rudolf Caracciola    | Mercedes-Benz             | Wyniki |
| 19 czerwca      | Bologna Prize                 | Bolonia       | Emilio Materassi     | Bugatti                   | Wyniki |
| 2 lipca         | ACF Free For All Race         | Montlhéry     | Albert Divo          | Talbot                    | Wyniki |
| 2 lipca         | Sporting Commission Cup       | Montlhéry     | André Boillot        | Peugeot                   | Wyniki |
| 10 lipca        | Grand Prix de la Marne        | Reims-Gueux   | Philippe Étancelin   | Bugatti                   | Wyniki |
| 25 lipca        | Grand Prix San Sebastián      | Lasarte       | Emilio Materassi     | Bugatti                   | Wyniki |
| 6 sierpnia      | Coppa Acerbo                  | Pescara       | Giuseppe Campari     | Alfa Romeo                | Wyniki |
| 7 sierpnia      | Grand Prix Comminges          | Saint-Gaudens | François Eysermann   | Bugatti                   | Wyniki |
| 14 sierpnia     | Coppa Montenero               | Montenero     | Emilio Materassi     | Bugatti                   | Wyniki |
| 25 sierpnia     | Grand Prix de la Baule        | La Baule      | George Eyston        | Bugatti                   | Wyniki |
| 4 września      | Grand Prix Mediolanu          | Monza         | Pietro Bordino       | Fiat                      | Wyniki |
| 10 września     | Grand Prix Boulogne           | Boulogne      | Malcolm Campbell     | Bugatti                   | Wyniki |
| 18 września     | Solituderennen                | Solitude      | August Momberger     | Bugatti                   | Wyniki |
| 18 września     | Thuin Circuit                 | Thuin         | Freddy Charlier      | Bugatti                   | Wyniki |
| 9 października  | Garda Circuit                 | Salò          | Tazio Nuvolari       | Bugatti                   | Wyniki |
| 15 października | Junior Car Club 200 mile race | Brooklands    | Malcolm Campbell     | Bugatti                   | Wyniki |
| 16 października | Grand Prix du Salon           | Montlhéry     | Michel Doré          | La Licorne                | Wyniki |
| 28 października | Apuano Circuit                | Carrara       | "Niccoli"            | Bugatti                   | Wyniki |

## Klasyfikacja generalna
| Poz | Konstruktor     | 500 | FRA | ESP | ITA | GBR | Pkt |
| --- | --------------- | --- | --- | --- | --- | --- | --- |
| 1   | Delage          |     | 1   | 1   | 1   | 1   | 10  |
| 2   | Miller          | 2   |     |     | 3   |     | 23  |
| 3   | Duesenberg      | 1   |     |     | NU  |     | 24  |
| 4   | Bugatti         |     |     | 2   |     | 4   | 24  |
| —   | O.M.            |     |     |     | 2   |     | 26  |
| —   | Talbot          |     | 4   |     |     |     | 28  |
| —   | Cooper          | 6   |     |     |     |     | 28  |
| —   | Detroit         | 8   |     |     |     |     | 28  |
| —   | Halford Special |     | NS  |     |     |     | 28  |
| —   | Fengler         | NU  |     |     |     |     | 29  |
| —   | Maserati        |     |     | NU  |     |     | 29  |
| —   | Thomas Special  |     |     |     |     | NU  | 29  |
| Poz | Konstruktor     | 500 | FRA | ESP | ITA | GBR | Pkt |

| Kolor    | Rezultat                   | Punkty |
| -------- | -------------------------- | ------ |
| Złoty    | Zwycięzca                  | 1      |
| Srebrny  | 2. miejsce                 | 2      |
| Brązowy  | 3. miejsce                 | 3      |
| Zielony  | Pozostałe miejsca na mecie | 4      |
| Czerwony | Nieukończony wyścig        | 5      |
| Czarny   | Zdyskwalifikowany          | 6      |
| Biały    | Nie brał udziału           | 6      |